# Novi Pazar
Novi Pazar (izvirno srbsko Нови Пазар) je mesto v Srbiji, ki je središče istoimenske občine; slednja pa je del Raškega upravnega okraja.

## Demografija
V naselju je ob popisu 2002 živelo 37.863 polnoletnih prebivalcev, pri čemer je bila njihova povprečna starost 31,7 leta (31,1 pri moških in 32,2 pri ženskah). Naselje je imelo 13.230 gospodinjstev, pri čemer je bilo povprečno število članov na gospodinjstvo 4,13.
|  | 11992 | 14104 | 20706 | 28950 | 41099 | 51749 | 54604 | 66527 | 71462 |
|  | 1948  | 1953  | 1961  | 1971  | 1981  | 1991  | 2002  | 2011  | 2022  |